# Macroglossum haslami
Macroglossum haslami is een vlinder uit de familie van de pijlstaarten (Sphingidae). De wetenschappelijke naam van de soort werd in 1922 gepubliceerd door Benjamin Preston Clark.